# 537
| 537                |
| ------------------ |
| Dødsfald - Fødsler |
|                    |

| Gregoriansk kalender | 537 DXXXVII             |
| Ab urbe condita      | 1290                    |
| Armensk kalender     | I/T                     |
| Kinesiske kalender   | 3233 – 3234 丙辰 – 丁巳 |
| Etiopisk kalender    | 529 – 530               |
| Jødisk kalender      | 4297 – 4298             |
| Hindukalendere       |                         |
| - Vikram Samvat      | 592 – 593               |
| - Shaka Samvat       | 459 – 460               |
| - Kali Yuga          | 3638 – 3639             |
| Iransk kalender      | 85 BP – 84 BP           |
| Islamisk kalender    | 88 BH – 87 BH           |

## Begivenheder
- 27. december - kirken Hagia Sophia i Konstantinopel fuldføres

## Dødsfald
| År | Spire Denne artikel om et år, årti, århundrede eller årtusinde er en spire som bør udbygges. Du er velkommen til at hjælpe Wikipedia ved at udvide den. |